# Kristie Ahn
Kristie Haerim Ahn (ur. 15 czerwca 1992) – amerykańska tenisistka.

## Kariera tenisowa
Ma na koncie sześć wygranych turniejów singlowych i dwa deblowe rangi ITF. W 2008 roku wygrała kwalifikacje do turnieju wielkoszlemowego, US Open, pokonując w nich Jewheniję Sawranśką, Jelenę Pandžić i Annę Łapuszczenkową. W turnieju głównym przegrała jednak w pierwszej rundzie z Dinarą Safiną.

## Wygrane turnieje rangi ITF
| turnieje z pulą nagród 100 000 $ |
| turnieje z pulą nagród 80 000 $  |
| turnieje z pulą nagród 60 000 $  |
| turnieje z pulą nagród 25 000 $  |
| turnieje z pulą nagród 15 000 $  |
| turnieje z pulą nagród 10 000 $  |

### Gra pojedyncza
|    | Data       | Turniej     | ($)    | Naw.    | Finalistka       | Wynik               |
| 1. | 25/05/2008 | Landisville | 10 000 | twarda  | Rebecca Marino   | 6:3, 2:6, 6:3       |
| 2. | 22/06/2008 | Houston     | 10 000 | twarda  | Chan Chin-wei    | 7:6(7), 0:6, 7:6(2) |
| 3. | 29/03/2009 | Hammond     | 25 000 | twarda  | Sophie Ferguson  | 0:6, 6:4, 6:4       |
| 4. | 31/05/2015 | Changwon    | 25 000 | twarda  | Lee Ye-ra        | 6:3, 3:2 krecz      |
| 5. | 30/08/2015 | Winnipeg    | 25 000 | twarda  | Sharon Fichman   | 6:2, 7:5            |
| 6. | 23/04/2017 | Dothan      | 60 000 | ceglana | Amanda Anisimova | 1:6, 6:2, 6:2       |
| 7. | 05/11/2017 | Tyler       | 80 000 | twarda  | Danielle Collins | 6:4, 6:4            |